# Albert Arnheiter
Albert Stephan Arnheiter (født 20. juli 1890 i Ludwigshafen, død 26. april 1945) var en tysk roer og olympisk guldvinder.
Arnheiter var med i Tysklands firer med styrmand fra Ludwigshafener Ruderverein, der deltog i OL 1912 i Stockholm. Bådens øvrige besætning bestod af Hermann Wilker, brødrene Rudolf og Otto Fickeisen samt styrmand Otto Maier. Ludwigshafen-båden vandt sit indledende heat over en svensk båd og satte der olympisk rekord. I kvartfinalen roede de alene, og i semifinalen besejrede tyskerne Polyteknisk Roklub fra Danmark og forbedrede her deres egens olympiske rekord fra indledende heat. I finalen var den tyske båd oppe mod en britisk båd fra Thames Rowing Club, og tyskerne vandt dette møde og sikrede sig dermed guldet.
Arnheiter blev i 1909 nummer to ved det tyske mesterskab i otter med sin klub og i 1910 nummer tre i firer uden styrmand, mens han blev nummer to i 1912.
Arnheiter blev dræbt i Italien i slutfasen af 2. verdenskrig.

## OL-medaljer
- 1912:  Guld i firer med styrmand